# Liste der Kulturdenkmäler in Alsbach-Hähnlein
Die folgende Liste enthält die in der Denkmaltopographie ausgewiesenen Kulturdenkmäler auf dem Gebiet  der Gemeinde Alsbach-Hähnlein, Landkreis Darmstadt-Dieburg, Hessen.
Hinweis: Die Reihenfolge der Denkmäler in dieser Liste orientiert sich zunächst an Ortsteilen und anschließend der Anschrift, alternativ ist sie auch nach der Bezeichnung oder der Bauzeit sortierbar.
Kulturdenkmäler werden fortlaufend im Denkmalverzeichnis des Landes Hessen durch das Landesamt für Denkmalpflege Hessen auf Basis des Hessischen Denkmalschutzgesetzes (HDSchG) geführt. Die Schutzwürdigkeit eines Kulturdenkmals hängt nicht von der Eintragung in das Denkmalverzeichnis des Landes Hessen oder der Veröffentlichung in der Denkmaltopographie ab.

Das Vorhandensein oder Fehlen eines Objekts in dieser Liste ist keine rechtsverbindliche Auskunft darüber, ob es Kulturdenkmal ist oder nicht: Diese Liste entspricht möglicherweise nicht dem aktuellen Stand der offiziellen Denkmaltopographie. Diese ist für Hessen in den entsprechenden Bänden der Denkmaltopographie Bundesrepublik Deutschland und im Internet unter DenkXweb – Kulturdenkmäler in Hessen einsehbar. Auch diese Quellen sind, obwohl sie durch das Landesamt für Denkmalpflege Hessen aktualisiert werden, nicht immer aktuell, da es im Denkmalbestand immer wieder Änderungen gibt.
Eine verbindliche Auskunft erteilt allein das Landesamt für Denkmalpflege Hessen.
Nutze diese Kartenansicht, um Koordinaten in der Liste zu setzen. In dieser Kartenansicht sind Kulturdenkmale ohne Koordinaten mit einem roten bzw. orangen Marker dargestellt und können in der Karte gesetzt werden. Kulturdenkmale ohne Bild sind mit einem blauen bzw. roten Marker gekennzeichnet, Kulturdenkmale mit Bild mit einem grünen bzw. orangen Marker.

## Kulturdenkmäler nach Ortsteilen

### Alsbach
| Bild | Bezeichnung               | Lage                                                                               | Beschreibung | Bauzeit                     | Objekt-Nr. |
| --- | ------------------------- | ---------------------------------------------------------------------------------- | --- | --------------------------- | ---------- |
| Gesamtanlage Kirchstraße                                                                                 | Gesamtanlage Kirchstraße  | Alsbach Lage                                                                       | Unterhalb der Kirche entlang der Kirchstraße sind einige Hofreiten in historischer Struktur erhalten. Die Gesamtanlage umfasst das ehemalige Schulhaus, die Kirche und die anschließenden acht Hofreiten. |                             |            |
| weitere Bilder                                                                                           | Alsbacher Schloss         | Alsbach LageFlur: 16, Flurstück: 183/7                                             | | Um 1230, Ersterwähnung 1241 |            |
| Denkmalgeschütztes Gebäude in Alsbach-Hähnlein, Ortsteil Alsbach, Bickenbacher Str. 1                    | Wohnhaus                  | Alsbach, Bickenbacher Straße 1 Lage                                                | Zweigeschossiges Fachwerkhaus | Erste Hälfte 18. Jh.        |            |
| Rathaus                                                                                                  | Rathaus                   | Alsbach, Bickenbacher Straße 6 LageFlur: 1, Flurstück: 336                         | Zweigeschossiger Steinbau mit flachem Pyramidendach | 1852                        |            |
| weitere Bilder                                                                                           | Hofreite                  | Alsbach, Bickenbacher Straße 10 LageFlur: 1, Flurstück: 337                        | Bauernhaus, Scheune, Stallgebäude und Tor | Erste Hälfte 19. Jh.        |            |
| Grabmal der Familie Heinrich Becker (Ehrenbürger) auf dem Friedhof in Alsbach-Hähnlein, Ortsteil Alsbach | Grabmal                   | Alsbach, Bickenbacher Straße 36a, Friedhof LageFlur: 1, Flurstück: 608             | Für Familie Heinrich Becker | um 1900                     |            |
| Aussegnungshalle                                                                                         | Aussegnungshalle          | Alsbach, Bickenbacher Straße 36, Friedhof LageFlur: 1, Flurstück: 608              | |                             |            |
| Villa | Villa                     | Alsbach, Brückenweg 11 LageFlur: 1, Flurstück: 4/5                                 | |                             |            |
| Denkmalgeschütztes Gebäude in Alsbach-Hähnlein, Ortsteil Alsbach, Hauptstraße 4                          |                           | Alsbach, Hauptstraße 4 LageFlur: 2, Flurstück: 390/5                               | |                             |            |
| Denkmalgeschütztes Gebäude in Alsbach-Hähnlein, Ortsteil Alsbach, Hauptstraße 5                          | Wohnhaus                  | Alsbach, Hauptstraße 5 LageFlur: 1, Flurstück: 448/1                               | |                             |            |
| Nebengebäude                                                                                             | Nebengebäude              | Alsbach, Hauptstraße 5 Lage                                                        | |                             |            |
| Denkmalgeschütztes Gebäude in Alsbach-Hähnlein, Ortsteil Alsbach, Hauptstraße 46                         | Ehemaliges Pfarrhaus      | Alsbach, Hauptstraße 46 Lage                                                       | |                             |            |
| Villa | Villa                     | Alsbach, Hindenburgstraße 1 LageFlur: 1, Flurstück: 375/8                          | |                             |            |
| Garage                                                                                                   | Garage                    | Alsbach, Hindenburgstraße 1 LageFlur: 1, Flurstück: 415/1                          | Pavillonartig, von Heinrich Metzendorf |                             |            |
| Villa | Villa                     | Alsbach, Hindenburgstraße 2 LageFlur: 1, Flurstück: 404/10                         | |                             |            |
| Villa | Villa                     | Alsbach, Hindenburgstraße 5 LageFlur: 1, Flurstück: 377/3                          | | um 1900                     |            |
| Wohnhaus                                                                                                 | Wohnhaus                  | Alsbach, Hindenburgstraße 8 LageFlur: 1, Flurstück: 402/3                          | |                             |            |
| Villa | Villa                     | Alsbach, Hindenburgstraße 10 LageFlur: 1, Flurstück: 402/3                         | Als Wohnsitz für Dr. Lautenheimer erbaut. | um 1920                     |            |
| Villa | Villa                     | Alsbach, Im Klingen 16 LageFlur: 2, Flurstück: 402                                 | | um 1930                     |            |
| Gartenhaus                                                                                               | Gartenhaus                | Alsbach, Im Klingen 16 LageFlur: 2, Flurstück: 402                                 | |                             |            |
| Wohnhaus                                                                                                 | Wohnhaus                  | Alsbach, Jugenheimer Straße 6 LageFlur: 1, Flurstück: 118/16                       | Zweigeschossiges Fachwerkhaus der ehemaligen Ölmühle | Erste Hälfte 18. Jh.        |            |
| Wohnhaus                                                                                                 | Wohnhaus                  | Alsbach, Kirchstraße 3 LageFlur: 1, Flurstück: 458                                 | | 1735                        |            |
| Wohnhaus                                                                                                 | Wohnhaus                  | Alsbach, Kirchstraße 5 LageFlur: 1, Flurstück: 459                                 | | 1742                        |            |
| Wohnhaus                                                                                                 | Wohnhaus                  | Alsbach, Kirchstraße 9 LageFlur: 1, Flurstück: 46                                  | |                             |            |
| Wohnhaus                                                                                                 | Wohnhaus                  | Alsbach, Kirchstraße 19 LageFlur: 1, Flurstück: 466                                | |                             |            |
| weitere Bilder                                                                                           | Evangelische Pfarrkirche  | Alsbach, Kirchstraße 21 LageFlur: 1, Flurstück: 468/1                              | |                             |            |
| Bauernhof                                                                                                | Bauernhof                 | Alsbach, Kirchstraße 22 LageFlur: 1, Flurstück: 486                                | Giebelständiges zweigeschossiges Wohnhaus mit Krüppelwalmdach, 1. Hälfte 18. Jh., ein Fachwerkstall- und scheunengebäude, 1808, ein Stallgebäude, 19. Jh.                                                 |                             |            |
| Ehemaliges Schulhaus                                                                                     | Ehemaliges Schulhaus      | Alsbach, Kirchstraße 23 LageFlur: 1, Flurstück: 468/4                              | Zweigeschossiger Fachwerkbau, 1680–1853 Schule | 17. Jh.                     |            |
| Wohnhaus eines Weinbauern                                                                                | Wohnhaus eines Weinbauern | Alsbach, Kirchstraße 24 LageFlur: 1, Flurstück: 487                                | | Anfang 17. Jh.              |            |
| Wohnhaus eines Weinbauern                                                                                | Wohnhaus eines Weinbauern | Alsbach, Kirchstraße 29 LageFlur: 1, Flurstück: 473                                | |                             |            |
| Wohnhaus eines Weinbauern                                                                                | Wohnhaus eines Weinbauern | Alsbach, Kirchstraße 31 LageFlur: 1, Flurstück: 474                                | |                             |            |
| Wohnhaus                                                                                                 | Wohnhaus                  | Alsbach, Kirchstraße 37 und 37a LageFlur: 1, Flurstück: 428/1                      | |                             |            |
| weitere Bilder                                                                                           | Jüdischer Friedhof        | Alsbach, Außerhalb der Ortslage LageFlur: 3, Flurstück: 224                        | |                             |            |
| Villa Silvana                                                                                            | Villa Silvana             | Alsbach, Odenwaldstraße 21 LageFlur: 1, Flurstück: 502                             | | 1886                        |            |
| Wohnhaus                                                                                                 | Wohnhaus                  | Alsbach, Sandstraße 7 LageFlur: 2, Flurstück: 258/8                                | |                             |            |
| Villa | Villa                     | Alsbach, Schloßstraße 4 LageFlur: 1, Flurstück: 415/15                             | Erbaut von Heinrich Matzendorf. | 1921                        |            |
| Villa | Villa                     | Alsbach, Schloßstraße 7 Lage                                                       | | 1900                        |            |
| Hinkelstein                                                                                              | Hinkelstein               | Alsbach, Außerhalb der Ortslage LageFlur: 1, Flurstück: 83/3                       | |                             |            |
| Bild gesucht BW                                                                                          | Wasserwerk                | Alsbach, Außerhalb der Ortslage (Zwingenberger Straße) LageFlur: 4, Flurstück: 324 | abgerissen |                             |            |

### Hähnlein
| Bild                                                                                             | Bezeichnung                       | Lage                                                          | Beschreibung | Bauzeit               | Objekt-Nr. |
| ------------------------------------------------------------------------------------------------ | --------------------------------- | ------------------------------------------------------------- | --- | --------------------- | ---------- |
| weitere Bilder                                                                                   | Wohnhaus                          | Hähnlein, Alsbacher Straße 3 LageFlur: 1, Flurstück: 74       | Zweigeschossiges giebelständiges Bauernhaus mit massivem Sockelgeschoss und Fachwerkobergeschoss                                              | zweite Hälfte 18. Jh. |            |
| Alsbacher Straße 4                                                                               | Hofreite                          | Hähnlein, Alsbacher Straße 4 LageFlur: 1, Flurstück: 479      | Giebelständiges Wohnhaus, Scheune, Schweinestall                                                                                              | Zweite Hälfte 18. Jh. |            |
| Georg-Fröba-Straße 11                                                                            | Wohnhaus                          | Hähnlein, Georg-Fröba-Straße 11 LageFlur: 1, Flurstück: 469   | | 1. Hälfte 18. Jh.     |            |
| Bild gesucht BW                                                                                  | Nebengebäude                      | Hähnlein, Georg-Fröba-Straße 11 LageFlur: 1, Flurstück: 469   | |                       |            |
| Bild gesucht BW                                                                                  | Wohnhaus                          | Hähnlein, Georg-Fröba-Straße 25 LageFlur: 1, Flurstück: 458/1 | |                       |            |
| Georg-Fröba-Straße 27                                                                            | Wohnhaus                          | Hähnlein, Georg-Fröba-Straße 27 LageFlur: 1, Flurstück: 457   | | 19. Jh.               |            |
| Georg-Fröba-Straße 28                                                                            | Wohnhaus                          | Hähnlein, Georg-Fröba-Straße 28 Lage                          | Giebelständiges zweigeschossiges Fachwerkhaus                                                                                                 | Zweite Hälfte 18. Jh. |            |
| weitere Bilder                                                                                   | Wohnhaus                          | Hähnlein, Georg-Fröba-Straße 42 Lage                          | |                       |            |
| weitere Bilder                                                                                   | Wohnhaus                          | Hähnlein, Georg-Fröba-Straße 44 Lage                          | |                       |            |
| weitere Bilder                                                                                   | Wohnhaus                          | Hähnlein, Georg-Fröba-Straße 46 Lage                          | |                       |            |
| Gernsheimer Straße 2                                                                             | Wohnhaus                          | Hähnlein, Gernsheimer Straße 2 Lage                           | |                       |            |
| Gernsheimer Straße 7                                                                             | Wohnhaus                          | Hähnlein, Gernsheimer Straße 7 Lage                           | |                       |            |
| weitere Bilder                                                                                   | Evangelische Pfarrkirche          | Hähnlein, Gernsheimer Straße 9 LageFlur: 1, Flurstück: 7/1    | | 1728/29               |            |
| Gernsheimer Straße 21                                                                            | Wohnhaus                          | Hähnlein, Gernsheimer Straße 21 Lage                          | |                       |            |
| Gernsheimer Straße 23                                                                            | Wohnhaus                          | Hähnlein, Gernsheimer Straße 23 Lage                          | |                       |            |
| Gernsheimer Straße 25                                                                            | Ehemalige Dorfschmiede            | Hähnlein, Gernsheimer Straße 25 Lage                          | |                       |            |
| weitere Bilder                                                                                   | Ehemalige Schule                  | Hähnlein, Gernsheimer Straße 31 Lage                          | |                       |            |
| weitere Bilder                                                                                   | Kriegerdenkmal                    | Hähnlein, Gernsheimer Straße 31 Lage                          | |                       |            |
| weitere Bilder                                                                                   | Herrenhaus des ehemaligen Hofguts | Hähnlein, Gernsheimer Straße 36 Lage                          | 1849 bis 1939 Rettungshaus des Evangelischen Landesvereins für Innere und Äußere Mission                                                      | um 1720               |            |
| weitere Bilder                                                                                   | Wohnhaus                          | Hähnlein, Gernsheimer Straße 37 Lage                          | |                       |            |
| Denkmalgeschützte Brücke über den Landgraben in der Nähe von Alsbach-Hähnlein, Ortsteil Hähnlein | Landgrabenbrücke                  | Hähnlein, Außerhalb der Ortslage LageFlur: 4, Flurstück: 217  | Einbogige Bruchsteinbrücke über den ehemaligen Landgraben, der gemeinsam mit anderen Kanälen 1582 zur Trockenlegung des Rieds angelegt wurde. |                       |            |